# Alexandru Bellu
 Alexandru Baron Bellu (ursprünglich Bellio) (* 5. Mai 1850 in Bukarest; † 25. April 1921 in Urlați) war ein rumänischer Anwalt, Numismatiker, Vorreiter der rumänischen Fotokunst, Sammler und Kunstmäzen.

## Vita
Alexandru Bellu wurde als Sohn von Ștefan Bellu (Bellio) (* 26. April 1824; † 17. August 1902) und Eliza, der Tochter des Herrschers Barbu Dimitrie Știrbei, geboren. Seine Kindheit sowie die ersten Schuljahre verbrachte er zusammen mit seiner Mutter in der Schweiz, die sich nach der Scheidung von seinem Vater endgültig dort niederließ und ebenda 1890 verstarb. Alexandru Bellu setzte seine Gymnasiallaufbahn in Paris fort und begann anschließend Recht an der Universität von Paris zu studieren, die er im Jahre 1873 abschloss. In Paris wohnte er bei seinem Onkel Georges de Bellio, dem Arzt großer Impressionisten, darunter Sisley und Monet und bedeutender Sammler impressionistischer Kunst.

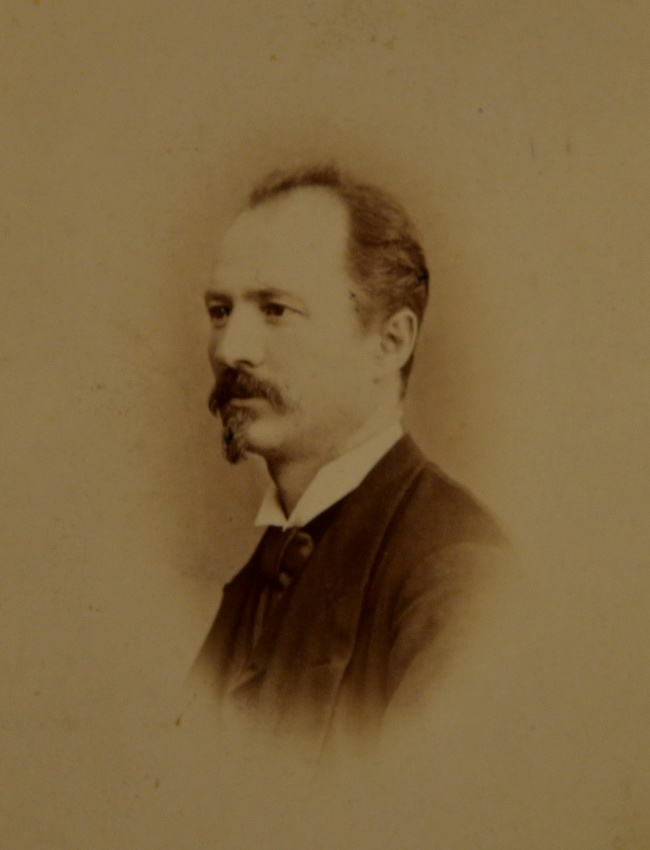
Nicolae Grigorescu von Carol Popp de Szathmáry

 Er kam in dem Hause vermehrt in Kontakt mit der Kunst und lernte dort auch den rumänischen Maler Nicolae Grigorescu kennen, aus welcher sich eine wichtige feste Freundschaft entwickelte, die dazu beitrug, dass sich beide in ihrem künstlerischen Schaffen beeinflussten.
Am 21. Oktober 1873 heiratete er Alexandrina Alexandrescu (auch bekannt als Ileana Pralea), einer Mathematiklehrerin aus Ploiești und spätere militante kommunistische Revolutionärin, die 1913 Christian Georgijewitsch Rakowski heiratete.
Obwohl seine Familie und er Anwesen in Nizza, Venedig, Wien sowie Paris besaßen entschloss sich Alexandru Bellu zusammen mit seinen sieben Kindern auf seinen Sommersitz in Urlați, dem Conacul Bellu endgültig niederzulassen.
Hier begann er einer ausgesprochen reichhaltigen Sammlertätigkeit nachzugehen. Die Sammlung war breit gefächert und die Arbeiten umfassten ethnografische, dekorative, bildende und fernöstliche Kunst, weiterhin Numismitaik und Bibliophilie. Sein Sommersitz wurde zudem auch ein Ort für Kultur: So gingen verschiedene Persönlichkeiten des rumänischen kulturellen Lebens ein und aus, wie zum Beispiel die Königin Maria von Rumänien, Nicolae Grigorescu, Sever Burada, Theodor Aman oder George Enescu.
Dass Alexandru Bellu wohlhabend war, zeigt auch die Tatsache, dass in seinem Herrenhaus schon 1900 elektrischer Strom vorhanden war, er Autos und Telefone sowie ein Fotolabor zur Entwicklung seiner Fotos besaß. Ebenfalls war ein „Heimkino“ eingebaut, in dem er sich Filme der Gebrüder Lumière anschauen konnte.
Nach seinem Tode 1921, vermachte einer seiner Söhne, George Bellu (* 1883 in Paris (Ile-de-France); † 1973 in Bukarest), das Herrenhaus (rumänisch: conac) der Rumänischen Akademie (Academia Româna).

## Freundschaft mit Nicolae Grigorescu
Wie schon erwähnt waren der Maler Nicolae Grigorescu und Alexandru Bellu befreundet. Sie waren so gute Freunde, dass sie sich gegenseitig in ihren Arbeiten beeinflussten. Es besteht die Frage, Grigorescus berühmte Bilderserie Ochse mit Wagen (Car cu boi) betreffend, ob sich der Maler vom Fotografen Bellu hat beeinflussen lassen oder Bellu von Grigorescus Sujet. In den Œuvres beider Künstler ist die Thematik der Ochsen mit den Karren mehr als präsent. Somit ist schwer zu sagen, wer wen beeinflusste. Eines ist jedoch sicher: Sie übten Einfluss übereinander aus und bestärkten sich gemeinsam in dem Kunstideal, nämlich das ans Lichtbringen rumänischer Traditionen.

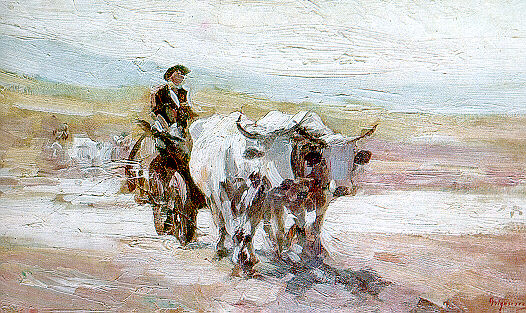
Nicolae Grigorescu - Car cu boi

## Alexandru Bellus Fotografien
Von allen seiner Leidenschaften, schenkte er der Fotografie am meisten Aufmerksamkeit. Ihm gefiel es „enorm“, das bäuerliche und ländliche Leben mit dem Fotoapparat einzufangen. Zu den favorisierten Sujets zählten Felder, Berge und Täler, Arbeitsszenen auf dem Feld, Ansichten von Bauern usw. Er bildete die Personen ab, ohne sie zu stilisieren oder mit einem ideologischen Hintergrund zu versehen. Bellu ließ die Leute für sich sprechen, ungeschminkt dargestellt in der eigenen ursprünglichen Schönheit. Seine Aufnahmen sind vom heutigen Punkt aus gesehen wichtige Dokumente des Zeitgeschehens auf dem Lande. Die Glasplatten der Fotografien befinden sich heutzutage meistens immer noch im Besitz vieler ortsansässiger Bauern oder sind auf den Dachbödern „verloren“ gegangen.

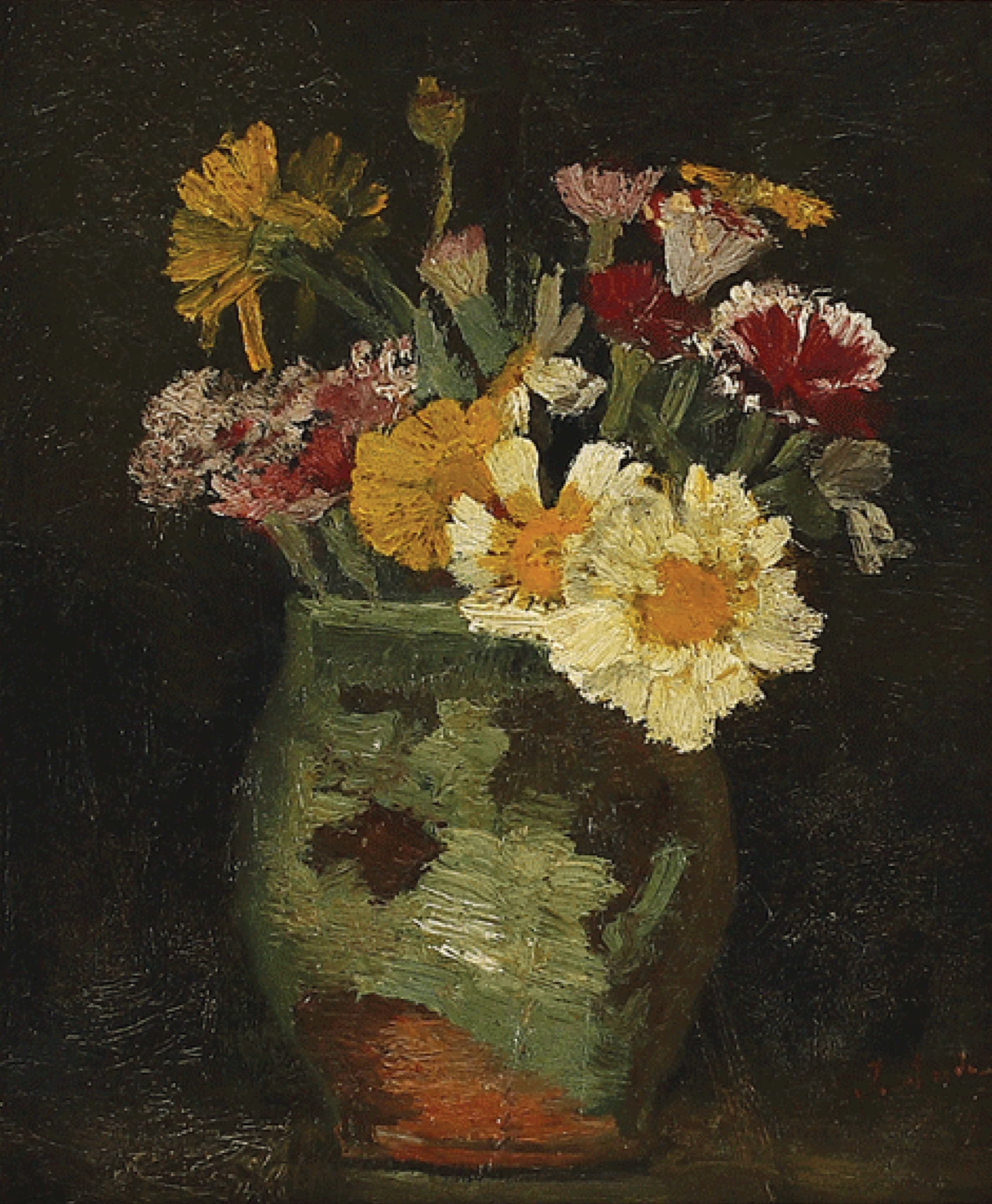
Stillleben von Ion Andreescu. Ehemals Sammlung Alexandru Bellu, jetzt im Privatbesitz

## Seine Sammlung
Zu seiner Sammlung zählen Werke dekorativer Kunst, Vasen, Werkzeuge, ethnografische Gegenstände, rumänische Teppiche des 19. Jahrhunderts, seltene luxuriöse bibliophile Bücher, Möbel aus verschiedenen Epochen, östliche und fernöstliche Handwerkskunst, Ikonen und Waffen aus dem 18. bis 19. Jahrhundert. Die Kunstsammlung umfasste japanische Druckgrafik, Ikonen des 18. und 19. Jahrhunderts, Gemälde von Sever Burada, Pavel Dincovici, Eugen Maximovici, Theodor Aman, Ion Andreescu, seltene Lithografien von Carol Popp de Szathmáry sowie Bronzeskulpturen, darunter eine Kopie der Venus von Milo.